# Stromanthe
Stromanthe es un género con 28 especies de plantas herbáceas perteneciente a la familia Marantaceae. Es originario de México y América tropical.

## Especies seleccionadas
| - Stromanthe amabilis - Stromanthe angustifolia - Stromanthe boliviana - Stromanthe confusa - Stromanthe eximia | - Stromanthe guapilesensis - Stromanthe humilis - Stromanthe jacquinii - Stromanthe lubbersiana - Stromanthe lutea |